# João de Almeida Melo e Castro
João de Almeida Melo e Castro, 5.° Conde das Galveias (Lisboa, 23 de janeiro de 1756 – Rio de Janeiro, 18 de janeiro de 1814) foi um nobre e político português.
Foi embaixador de Portugal nas cidades de Viena, Londres, Roma a Haia. Em Londres, foi Enviado Extraordinário e Ministro Plenipotenciário entre julho de 1792 até 3 de fevereiro de 1801.
Em Portugal, foi nomeado secretário de Estado dos Negócios Estrangeiros (1801–1803). 
Foi ministro interino da Guerra no reinado de D. João VI, de 12 de agosto de 1812 a 18 de janeiro de 1814.
Por ocasião da permanência da corte portuguesa no Brasil, foi nomeado por D. João VI secretário de Estado dos Negócios da Marinha e Domínios Ultramarinos (1809–1814) e dos Negócios Estrangeiros e da Guerra (1812–1814), conselheiro de Estado, membro do Conselho da Fazenda e presidente da Real Junta de Fazenda dos Arsenais do Exército, Fábricas e Fundições.
Foi responsável pela proposta de criação do Laboratório Químico-Prático, do qual foi inspetor, efetivada por D. João VI pelo decreto de 25 de janeiro de 1812.
Foi oficial-mor da Casa Real; couteiro-mor da Casa de Bragança e comendador de São Pedro de Alhadas na Ordem de Cristo; grão-cruz da Ordem de São Bento de Avis e Ordem da Torre e Espada.

## Dados genealógicos
Filho de António José de Almeida Beja e Noronha, fidalgo-cavaleiro da Casa Real, e de Violante Joaquina de Melo e Castro, filha de Francisco de Melo e Castro, governador de Moçambique (1750–1758).
Foi casado com Isabel José de Meneses.